# Kanton Ligny-le-Châtel
Kanton Ligny-le-Châtel is een voormalig kanton van het Franse departement Yonne. Het kanton maakte deel uit van het arrondissement Auxerre. 
Het werd opgeheven bij decreet van 13 februari 2014 met uitwerking op 22 maart 2015. Alle gemeenten werden opgenomen in het kanton Chablis.

## Gemeenten
Het kanton Ligny-le-Châtel omvatte de volgende gemeenten:
- La Chapelle-Vaupelteigne
- Lignorelles
- Ligny-le-Châtel (hoofdplaats)
- Maligny
- Méré
- Montigny-la-Resle
- Pontigny
- Rouvray
- Varennes
- Venouse
- Villeneuve-Saint-Salves
- Villy